# Bombus braccatus
Bombus braccatus là một loài Hymenoptera trong họ Apidae. Loài này được Friese mô tả khoa học năm 1905.